# Ром

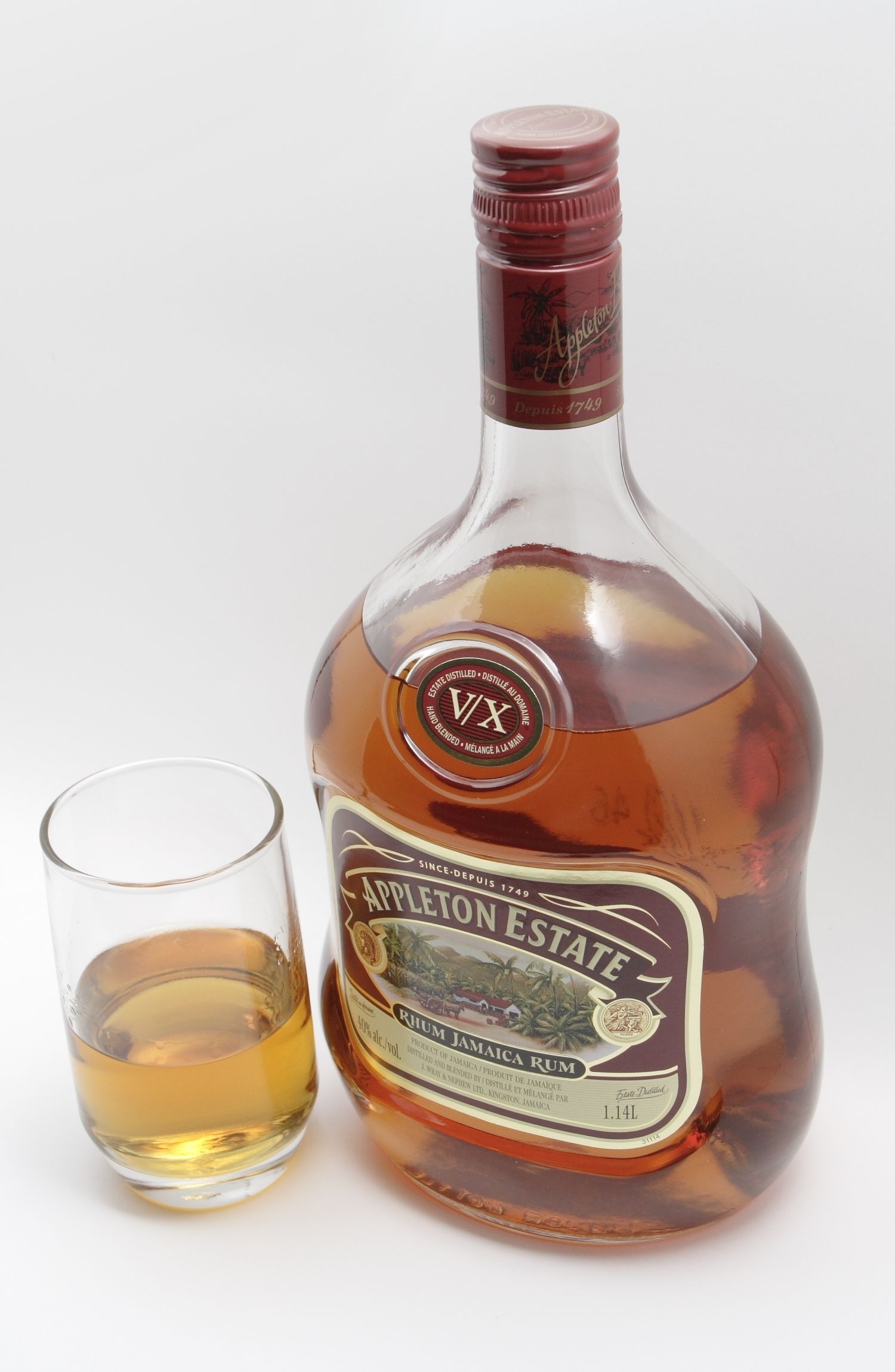
Ром

Ром (англ. rum), діал. га́рак (від араб. عرق, арак) — міцний алкогольний напій з витриманого спирту, є продуктом бродіння та перегону меляси цукрової тростини. Ром витримують в бочках. У процесі витримки, в спирт переходять ароматичні, фарбувальні і дубильні речовини. Ром набуває коричневого кольору із золотавим відтінком і дещо пекучого смаку, стає прозорим, без мулу та осаду. Вміст спирту у ромі — 30-80 % (стандартна міцність — 40 %).
Вперше ром почали виготовляти в 1651 році на острові Барбадос. Вже невдовзі ром набув такої популярності, що його почали видавати англійським матросам замість бренді (яке, до того ж постачалося з Франції). Проте до середини XIX століття ром був звичайним американським самогоном: міцним напоєм з різким смаком, приготувати який міг навіть незаможний селянин, придатний лише для матросів і соціальних «низів». Іспанець Факундо Бакарді, що на початку 60-х років XIX століття оселився на Кубі, спробував вивести елітний сорт рому, який був би до смаку аристократам.
Ром чудово поєднується з усіма соками, найкраще — з лимонним, а також з кокосовим молоком, сиропом Grenadine, блакитним лікером Curacao та багатьма іншими продуктами. Світлий ром використовується, як основа для коктейлів, як-от мохіто та Куба лібре. Темний ром може вживатись гарячим, в складі грогів, у яких його змішують з цукром, лимонним соком, корицею та гарячою водою. Ром, який пройшов довгу витримку в дубових бочках, п'ють в чистому вигляді як дигестив.

## Сорти рому
Сорти та варіації, які використовуються для опису рому, залежать від місця, де його виробляли. Незважаючи на ці варіації, такі терміни часто використовуються для опису різних видів рому:
- Темні роми, також відомі своїм особливим кольором, такі як коричневий, чорний або червоний ром, є класами темніших за золотий ром. Зазвичай вони виготовляються з карамелізованого цукру або патоки. Як правило, вони витримуються довше в сильно обгорілих бочках, що надає їм набагато сильніший смак, ніж легкий або золотий ром, і можна виявити нотки спецій, а також сильний відтінок патоки або карамелі. Вони зазвичай надають ромові напої речовину, а також колір. Крім того, темний ром найчастіше використовується в кулінарії. Більшість темних ромів надходять з таких регіонів, як Ямайка, Багами, Гаїті та Мартиніка.
- Ароматизовані роми наповнені ароматами фруктів, таких як банан, манго, апельсин, ананас, кокос, зірчастий фрукт або лайм. Це, як правило, менше 40 % ABV (80 доказів). Здебільшого вони використовуються для ароматизації тропічних напоїв схожої тематики, але їх також часто п'ють чистими або з льодом. Це вливання смаків відбувається після бродіння та дистиляції. Щоб імітувати смак їжі, до алкоголю додають різні хімічні речовини.
- Золоті роми, також звані «бурштиновими» ромами, — це роми середньої міцності, які зазвичай витримують. Вони набувають темного кольору під час витримки в дерев'яних бочках (зазвичай це обвуглені бочки з білого дуба, які є побічним продуктом віскі Бурбон). Вони мають більший аромат і сильніший смак, ніж світлий ром, і можуть вважатися середніми між світлим ромом і темнішими сортами.[потрібна цитата]
- Легкий ром, який також називають «срібним» або «білим» ромом, загалом має дуже слабкий смак, окрім загальної солодкості. Світлі роми іноді фільтрують після витримки, щоб видалити будь-який колір. Більшість легких ромів походить з Пуерто-Рико. Їх більш м'який смак робить їх популярними для використання в змішаних напоях, на відміну від споживання їх просто. Легкий ром входить до складу деяких найпопулярніших коктейлів, включаючи Мохіто та Дайкірі.
- Надміцні роми набагато вищі, ніж стандартні 40 % ABV (80 proof), багато доступних досягають 75 % (150 proof) до 80 % (160 proof). Два приклади — самогон Bacardi 151 або Pitorro. Вони зазвичай використовуються в змішаних напоях.
- Роми преміум-класу, як і інші алкогольні напої, такі як коньяк і шотландський віскі, входять в особливу ринкову категорію. Це, як правило, від бутикових брендів, які продають ретельно вироблений і витриманий ром. Вони мають більше характеру та смаку, ніж їхні «змішування» аналогів, і, як правило, споживаються прямо
- Пряний ром набуває смаку завдяки додаванню спецій і, іноді, карамелі. Більшість із них темніші за кольором і засновані на золотому рому. Деякі з них значно темніші, тоді як багато дешевих марок виготовлені з недорогих білих ромів і затемнені карамельним кольором. Серед доданих спецій — кориця, розмарин, абсент/аніс, перець, гвоздика та кардамон.

## Цікаві факти
Саме з ромом зв'язане освоєння Нового Південного Уельсу, Австралія, який перебуваючи під забороною для завезення, поширення та споживання став своєрідною «валютою» — рушієм перетворень, відмінних від задумів Томаса Тауншенда, 1-го віконта Сіднею, про систему морального перевиховання засуджених, вигнанців і військових покидьків зі 102-го піхотного полку, який поміж іншими отримав також неофіційні, але показові назви «Ромовий корпус», «Ромовий полк», «Корпус ромових бочок» і став співтворцем Ромового бунту, коли новий губернатор капітан Вільям Блай спробував подолати проблему обігу австралійської «валюти».[виправити стиль]

## Категоризація
1. ↑  UN Comtrade Commodity Classifications
2. ↑  Гарак // Словник української мови : в 11 т. — Київ : Наукова думка, 1970—1980.
3. ↑  Гарак // Словарь української мови : в 4 т. / за ред. Бориса Грінченка. — К. : Кіевская старина, 1907—1909.
4. ↑  Олексій Мустафін. Оковита. Як алхіміки допомогли торговцям винайти міцні напої. Еспресо. 2019-04-30.

Розподілити ром на значущі групи складно, оскільки не існує єдиного стандарту щодо того, що таке ром. Натомість ром визначається різними правилами та законами націй, які виробляють алкоголь. Відмінності у визначеннях включають такі питання, як стійкість до духу, мінімальний термін старіння та навіть стандарти найменування.
Мексика вимагає, щоб ром витримувався не менше восьми місяців;
Домініканської Республіки, Панами та Венесуели потрібно два роки.
Стандарти іменування також відрізняються. Аргентина визначає ром як білий, золотистий, світлий і надзвичайно світлий. Гренада та Барбадос використовують терміни білий, надмірно стійкий і витриманий, тоді як Сполучені Штати визначають ром, ромовий лікер і ароматизований ром.
В Австралії ром поділяють на темний або червоний ром (недостойний, відомий як UP, надмірний, відомий як OP, і потрійний дистильований) і білий ром.
Незважаючи на ці відмінності в стандартах і номенклатурі, наведено наступні розділи, щоб допомогти показати широкий спектр вироблених ромів.

#### Регіональні відмінності
У Карибському басейні кожен острів або виробнича зона має унікальний стиль. Здебільшого ці стилі можна згрупувати за традиційною мовою. Через величезний вплив пуерториканського рому більшість рому, що споживається в Сполучених Штатах, виробляється в «іспаномовному» стилі.
- Англійська — Говорячі області відомі темнішими ромами з більш насиченим смаком, який зберігає більшу кількість основного аромату патоки. Роми з Багамських островів, Антигуа, Тринідаду і Тобаго, Гренади, Барбадосу, Сент-Люсії, Сент-Вінсента і Гренадин, Белізу, Бермудських островів, Сент-Кітс, регіону Демерара в Гаяні і Ямайки є типовими для цього стилю. Версія під назвою «Rude Rum» або «John Crow Batty» подається в деяких місцях, і, як повідомляється, вона набагато міцніша за вмістом алкоголю, оскільки її внесено до 10 найміцніших напоїв у світі, хоча він також може містити інші інтоксиканти. Термін, що позначає домашній міцний ром, з'явився в Новій Зеландії принаймні з початку 19 століття. Ямайський ром отримав захист географічного зазначення в 2016 році.
- Франкомовні регіони найбільш відомі своїм сільськогосподарським ромом (rhum agricole). Ці роми, які виробляються виключно із соку цукрової тростини, зберігають більшу кількість оригінального смаку цукрової тростини і, як правило, дорожчі, ніж роми на основі патоки. Роми з Гаїті, Гваделупи та Мартиніки характерні для цього стилю.
- Області, які раніше були частиною Іспанської імперії, традиційно виробляють ром аньєхо з досить м'яким смаком. Для цього стилю характерні роми з Колумбії, Куби, Домініканської Республіки, Гватемали, Нікарагуа, Панами, Філіппін, Пуерто-Рико та Венесуели. Ром з Віргінських островів США також відноситься до цього стилю. На Канарських островах виробляють ром на основі меду, відомий як ron miel de Canarias, який має захищене географічне позначення.

Cachaça — це алкоголь, схожий на ром, який виробляється в Бразилії. Деякі країни, включаючи Сполучені Штати, класифікують кашасу як різновид рому. Секо з Панами, це також алкоголь, схожий на ром, але також схожий на горілку, оскільки він проходить потрійну дистиляцію.
Мексика виробляє низку марок світлого та темного рому, а також інші менш дорогі ароматизовані та неприправлені лікери на основі цукрової тростини, такі як aguardiente de caña та charanda. Aguardiente також називається невитриманим дистильованим тростинним спиртом у деяких, насамперед іспаномовні країни, оскільки їхнє визначення рому включає щонайменше два роки витримки в деревині.
У Центральній Америці та на півночі Південної Америки виробляють спиртний напій, відомий як aguardiente, дистильований з патоки та часто настояний на анісі, з додаванням додаткового соку цукрової тростини після дистиляції.
У Західній Африці, зокрема в Ліберії, «тростинний сік» (також відомий як ліберійський ром або просто CJ у самій Ліберії) — це дешевий, міцний алкоголь, що переганяється з цукрової тростини, міцність якого може досягати 43 % ABV (86 доказів).). З 1950-х років у Південній Африці також виробляють вишуканий тростинний спирт, відомий просто як тростинний або «привид».
В Європі, у Чехії та Словаччині подібний алкоголь, виготовлений із цукрових буряків, відомий як Туземак.
Ромкорн - це міцний алкогольний напій, схожий на ром, який виготовляється з соку цукрової  кукурудзи молочно - воскової стиглості. Є продуктом бродіння як моноцукрів ( фруктоза) , так і поліцукрів ( крохмаль) - при подвійній дистиляції. За цей рахунок має приємний солодкуватий присмак з терпкістю. Може бути ароматизованим, пряним, витриманим ( за аналогією з ромом). 
У Німеччині дешевий замінник справжнього темного рому називається Rum-Verschnitt (буквально: купажований або «нарізаний» ром). Цей напій виготовляється зі справжнього темного рому (часто ямайського рому з високим вмістом складних ефірів), спирту-ректифікату та води. Дуже часто використовується карамельний барвник теж. Відносна кількість справжнього рому, що міститься в ньому, може бути досить низькою, оскільки законний мінімум становить лише 5 %. В Австрії доступний подібний ром під назвою Inländerrum або домашній ром. Однак австрійський Inländerrum — це завжди пряний ром, наприклад, бренд Stroh; Німецький ром-Verschnitt, навпаки, ніколи не додається спеціями чи ароматизаторами.

## Історія
Попередники та походження
Першим алкогольним напоєм, створеним з перебродженого соку цукрової тростини, був малайський брум, історія якого нараховує кілька тисячоліть. В санскритських текстах згадується також шидху — напій, отриманий шляхом бродіння тростинного соку та подальшої очистки отриманої рідини. Марко Поло записав розповідь 14-го століття про «дуже гарне вино з цукрової тростини», яке було запропоновано йому в регіоні, який став сучасним Іраном. Марія Дембінська стверджує, що король Кіпру Петро I, привіз із собою напій з перебродженого соку цукрової тростини як подарунок для інших королівських сановників на Краківському конгресі, що відбувся в 1364 році. Це правдоподібно, враховуючи позицію Кіпру як значного виробника цукру в середні віки. Дембінська називає цього ромом та припускає, що трунок часто вживали в суміші з напоєм з мигдалевого молока, також виробленого на Кіпрі.
Втім, у більшості цих випадків напій виготовлявся шляхом бродіння, іноді — з подальшим очищенням, але без застосування дистиляції — неодмінної частини технології виготовлення «справжнього» рому.
Перша згадка про дистильований напій з цукрової тростини стосується Бразилії 1520-і років, проте в цій країні його частіше іменують кашасою. Рідина, ідентифікована як ром, була також знайдена в жерстяній пляшці, знайденій на шведському військовому кораблі Vasa, який затонув у 1628 році.
Втім, більшість істориків вважають дотримаються версії, що ром був винайдений у Карибському басейні в 17 столітті рабами на плантаціях цукрової тростини, які виявили, що патоку, побічний продукт процесу рафінування цукру, можна ферментувати в спирт, а потім дистилювати.  Найдавніший запис, у документі 1651 року з Барбадосу, згадує зокрема острів Невіс: «Головна дурниця, яку вони виробляють на острові, — це Рамбуліон, він же Кілл-Дівіл, і це виготовлено з дистильованої цукрової тростини, гарячого, пекельного й жахливого алкоголю».
До кінця 17-го століття ром замінив французький бренді як біржовий алкоголь у трикутній торгівлі. Каноесники та охоронці з африканської сторони торгівлі, яким раніше платили бренді, тепер платили ромом.

Колоніальна Північна Америка
Після розробки рому в Карибському басейні популярність напою поширилася на колоніальну Північну Америку. Щоб підтримати попит на напій, у 1664 році на Стейтен-Айленді була заснована перша в Тринадцяти колоніях ромова винокурня. Через три роки у Бостоні, штат Массачусетс, була винокурня. Виробництво рому стало найбільшою та найпроцвітаючішою галуззю ранньої колоніальної Нової Англії. Нова Англія стала центром винокуріння завдяки технічним, металообробним і бондарним навичкам і великій кількості деревини; ром, який там виробляли, був легшим, більше схожим на віскі. Велика частина рому експортувалася, винокурні в Ньюпорті, штат Р. І., навіть виготовили особливо міцний ром, спеціально призначений для використання в якості рабської валюти. Ром Род-Айленд навіть приєднався до золота як загальноприйнятої валюти в Європі на певний період часу. Хоча Нова Англія тріумфувала за ціною та консистенцією, європейці все ще вважали найкращий ром із Карибського басейну. Оцінки споживання рому в американських колоніях до Війни за незалежність США показали, що кожен чоловік, жінка або дитина випиває в середньому 3 імперських галони (14 л) рому щороку.
У 18 столітті постійно зростаючий попит на цукор, патоку, ром і рабів призвело до зворотного зв'язку, який активізував трикутну торгівлю. Коли Франція заборонила виробництво рому у своїх володіннях у Новому Світі, щоб покласти край внутрішній конкуренції з бренді, дистилятори Нової Англії змогли підірвати виробників у Британській Вест-Індії, купуючи патоку за зниженими ставками на французьких цукрових плантаціях. Обурення британської ромової промисловості призвело до прийняття Закону про патоку 1733 року, який стягував заборонний податок на патоку, імпортовану до Тринадцяти колоній з іноземних країн або колоній. На той час ром становив приблизно 80 % експорту Нової Англії, і сплата мита призвела б до того, що лікеро-горілчані заводи припинили роботу: у результаті і дотримання закону, і його виконання були мінімальними. Суворе дотримання наступника Закону про патоку, Закону про цукор, у 1764 році, можливо, допомогло спричинити Американську революцію. У работоргівлі ром також використовувався як засіб обміну. Наприклад, раб Венчур Сміт (чия історія була пізніше опублікована) був куплений в Африці за чотири галони рому плюс шматок бязі.
У «The Doctor's Secret Journal» опис подій у форті Мічілімакінак на півночі Мічигану з 1769 по 1772 рік, написаний Деніелом Морісоном, помічником хірурга, зазначив, що чоловікам було мало чим зайнятися, а пити ром було дуже популярно. Насправді прапорщик Роберт Джонстон, один з офіцерів, «вважав правильним перетворити торговця, продаючи звичайний ром солдатам і всім іншим, на яких він міг би отримати пенні таким підпільним способом». Щоб приховати цю крадіжку, «було помічено, що він наповнив кілька бочок звичайного рому окропом, щоб компенсувати витік». Прапорщик Джонстон не мав проблем з продажем цього розбавленого рому.
Популярність рому збереглася після Американської революції; Джордж Вашингтон наполягав на бочці барбадоського рому під час своєї інавгурації 1789 року.
Ром почав відігравати важливу роль у політичній системі; кандидати намагалися вплинути на результат виборів своєю щедрістю з ромом. Люди відвідували перегони, щоб побачити, хто з кандидатів виявився більш щедрим. Очікувалося, що кандидат буде пити з людьми, щоб показати, що він незалежний і справді республіканець.
Згодом обмеження на імпорт цукру з Британської Вест-Індії в поєднанні з розвитком американського віскі призвели до зниження популярності напою в Північній Америці.
Флотський ром
Зв'язок рома з піратством почався з торгівлі цінним товаром англійських каперів. Деякі з каперів стали піратами та піратами, зберігаючи прихильність до рому; асоціація між ними була лише зміцнена літературними творами, такими як «Острів скарбів» Роберта Луїса Стівенсона.
Асоціація рому з Королівським флотом почалася в 1655 році, коли флот Королівського флоту захопив острів Ямайка. З появою вітчизняного рому британці змінили денний раціон моряків з французького бренді на ром.
Морський ром спочатку був сумішшю ромів, вироблених у Вест-Індії. Спочатку він поставлявся з міцністю 100 градусів (Велика Британія), 57 % об'ємного вмісту спирту (ABV), оскільки це була єдина міцність, яку можна було перевірити (тестом на порох) до винаходу ареометра. Термін «сила військово-морського флоту» використовується в сучасній Британії для позначення спиртних напоїв, розлитих у пляшки 57 % ABV.
Хоча спочатку пайок давався в чистому вигляді або змішувався з соком лайма, практика розбавлення рому почалася приблизно в 1740 році. Щоб мінімізувати вплив алкоголю на своїх моряків, адмірал Едвард Вернон розводив пайок рому, створюючи суміш, яка стали називати грог. Багато хто вважає, що цей термін був придуманий на честь плаща-грограма, який адмірал Вернон носив у негоду. Королівський флот продовжував давати своїм морякам щоденний пайок рому, відомий як «tot», доки ця практика не була скасована 31 липня 1970 року.
Сьогодні tot (totty) рому все ще видається в особливих випадках, використовуючи наказ «з'єднати головну дужку», який може давати лише член королівської сім'ї або, в певних випадках, адміралтейство у Великій Британії, з подібними обмеженнями в інших флотах Співдружності. Останнім часом такі події включали королівські шлюби, дні народження чи особливі ювілеї. У дні щоденних пайків рому наказ «з'єднати головну дужку» означав подвійну пайку.
Легенда про військово-морський ром і Гораціо Нельсона говорить, що після його перемоги та смерті в битві при Трафальгарі тіло Нельсона було збережено в бочці з ромом, щоб дозволити транспортування назад до Англії. Однак після прибуття бочку відкрили, і виявилося, що в ній немає рому. [Мариноване] тіло було вилучено, і після перевірки було виявлено, що моряки просвердлили дірку в дні бочки і випили весь ром, звідси термін «кров Нельсона» використовувався для опису рому. Це також служить основою для терміну «постукувати адмірала», який використовується для опису таємного смоктання алкоголю з бочки через соломинку. Деталі історії суперечливі, оскільки багато істориків стверджують, що в бочці містився французький бренді, тоді як інші стверджують, що натомість цей термін походить від тосту за адмірала Нельсона. Варіації історії, що стосуються різних відомих трупів, були в обігу протягом багатьох років. Офіційний запис лише стверджує, що тіло було поміщено в «вишуканий алкоголь», і не вдається в подробиці.
Королівський флот Нової Зеландії був останньою військово-морською силою, яка давала морякам щоденну безкоштовну порцію рому. Королівський флот Канади все ще дає пайок рому в особливих випадках; ром, як правило, надається з фонду командира, і становить 150 доказів (75 %). Наказ «з'єднати головну дужку» (тобто взяти ром) може віддати королева як головнокомандувач, як це сталося 29 червня 2010 року, коли вона віддала наказ Королівському флоту Канади в рамках святкування їхнього 100-річчя.
Колоніальна Австралія
Ром став важливим товаром торгівлі на початку колонії Новий Південний Уельс. Цінність рому ґрунтувалася на відсутності монет серед населення колонії, а також на здатності напою дозволяти його споживачеві тимчасово забути про відсутність комфорту істот, доступних у новій колонії. Цінність рому була такою, що засуджених поселенців можна було спонукати обробляти землі, що належали офіцерам Корпусу Нового Південного Уельсу. Завдяки популярності рому серед поселенців колонія здобула репутацію п'яниці, хоча споживання алкоголю в них було менше, ніж рівень, який зазвичай споживали в Англії того часу.
Австралія була настільки далеко від Британії, що виправна колонія, заснована в 1788 році, зіткнулася з гострою нестачею їжі, що доповнювалося поганими умовами для вирощування зернових культур і нестачею худоби. Зрештою було зрозуміло, що для Індії, а не для Британії, може бути дешевше постачати Сідней. До 1817 року два з кожних трьох кораблів, що виходили з Сіднея, прямували до Яви чи Індії, а вантажі з Бенгалії годували й споряджали колонію. Бочки з бенгальським ромом (який вважався міцнішим за ямайський і не таким солодким) привозили в глибини майже кожного корабля з Індії. Полк Королівської морської піхоти, який контролював продажі, таємно вивантажив вантажі на берег перед тим, як кораблі причалили. Це суперечило прямим наказам губернаторів, які наказали обшукувати кожне докове судно. Британські купці в Індії розбагатіли, відправляючи до Сіднея кораблі, «навантажені наполовину рисом, а наполовину злим духом».
Рам брав активну участь у єдиному військовому захопленні австралійського уряду, відомому як Ромове повстання. Коли Вільям Блай став губернатором колонії, він спробував вирішити проблему пияцтва, заборонивши використання рому як засобу обміну. У відповідь на спробу Блая врегулювати використання рому, у 1808 році Корпус Нового Південного Уельсу пройшов маршем із закріпленими багнетами до Будинку уряду та заарештував Блая. Заколотники продовжували контролювати колонію до прибуття губернатора Лаклана Маккуорі в 1810 році.
Азії
Комерційне виробництво рому було запроваджено на Тайвані разом із комерційним виробництвом цукру в японський колоніальний період. Виробництво рому продовжувалося в Китайській Республіці, але воно було знехтуване Тайванською тютюновою і лікеро-горілчаною корпорацією, яка утримувала національну монополію на алкогольні напої. Галузь диверсифікувалася після демократизації та демонополізації тайванської промисловості алкогольних напоїв.